# Heidrun Piwernetz
Heidrun Piwernetz (* 30. August 1962 in Bayreuth) ist eine deutsche Verwaltungsjuristin. Von 2016 bis 2023 war sie Regierungspräsidentin von Oberfranken. Seit dem 1. September 2023 ist sie Präsidentin des Bayerischen Obersten Rechnungshofs.

## Leben
Piwernetz’ Mutter stammte aus Weidenberg im Landkreis Bayreuth. Ihr Vater hatte hier als heimatvertriebener Sudetendeutscher eine neue Heimat gefunden. Sie selbst und ihre Brüder wuchsen am Weidenberger Obermarkt auf.
Heidrun Piwernetz studierte Rechtswissenschaften an der Universität Bayreuth. Ihre berufliche Laufbahn begann sie im Januar 1988 bei der Regierung von Oberfranken. Nach kurzer Zwischenstation als Leiterin der Abteilung für Bau- und Umweltrecht beim Landratsamt Coburg leitete sie ab Mai 1990 das Sachgebiet Öffentlichkeitsarbeit der Regierung von Oberfranken. Von April 1992 bis Februar 1995 war sie Pressereferentin beim Bayerischen Staatsministerium des Innern. Von dort wechselte sie zur Pressestelle der Bayerischen Staatskanzlei und kehrte im Oktober 1996 als Büroleiterin und persönliche Referentin des damaligen Innenministers Günther Beckstein ins Innenministerium zurück. Im März 2000 wurde sie zur Regierungsvizepräsidentin von Unterfranken ernannt, 2004 zur Regierungsvizepräsidentin von Oberbayern. Von Februar 2007 bis April 2010 leitete sie die Vertretung des Freistaates Bayern bei der Europäischen Union in Brüssel, anschließend die Vertretung des Freistaates Bayern beim Bund in Berlin. Von 2011 bis 2016 fungierte Piwernetz als Generallandesanwältin bei der Landesanwaltschaft Bayern und schließlich von 2016 bis 2023 als Regierungspräsidentin von Oberfranken. Am 4. Juli 2023 wählte sie der Bayerische Landtag zur Präsidentin des Bayerischen Obersten Rechnungshofs. Dieses Amt trat sie am 1. September 2023 an. Nachfolger als Regierungspräsident ist der bisherige Regierungsvizepräsident der Oberpfalz Florian Luderschmid.

## Wirken als Regierungspräsidentin
Die Regierungen bündeln als staatliche Mittelbehörden die Tätigkeit der Staatsregierung im gesamten Regierungsbezirk. Heidrun Piwernetz war als Regierungspräsidentin Leiterin der Regierung von Oberfranken und gleichzeitig Vorsitzende der Oberfrankenstiftung und Co-Vorsitzende der Regionalentwicklungsagentur Oberfranken Offensiv.
Ihre Jahre als Regierungspräsidentin waren u. a. geprägt durch die Herausforderungen im Zuge der Flüchtlingsunterbringung – zur Regierung gehört beispielsweise auch das Ankerzentrum Oberfranken in Bamberg – und die Bewältigung zweier landesweiter Katastrophenfälle im Regierungsbezirk (im Rahmen der Corona-Pandemie, gefolgt von einem weiteren Katastrophenfall, ausgelöst durch den russischen Angriffskrieg auf die Ukraine im Jahr 2022 und dessen Wirkungen).
Piwernetz engagierte sich für Oberfranken insbesondere als attraktive Wirtschafts-, Familien-, Bildungs-, Forschungs- und Genussregion und für die Bayerisch-Tschechische Freundschaft. Außerdem spielte Piwernetz im Präsidentenamt eine wichtige Rolle bei der Förderung und Würdigung der Kultur in der Region. Sie ehrte u. a. die oberfränkischen Preisträgerinnen und Preisträger des Frankenwürfels (z. B. 2016 Eberhard Wagner, 2017 Nora Gomringer, 2021 Alexander Herrmann, 2022 Carolin Pruy-Popp).